# Tullnerbach (Wienfluss)
Der Tullnerbach ist ein Bach im Wienerwald in Niederösterreich. Er ist ein linker Zubringer des Wienflusses.
Der Bach entspringt östlich vom Ameisberg, unweit der Rotte Riedanleiten, auf dem Gebiet der Gemeinde Tullnerbach. Er fließt westsüdwestlich durch den Wald, bis zum Dorf Irenental. Hier biegt er stark nach Süden und dann nach Südost ab. Der Bach fließt weiter wieder durch den Wald, bis er den Ort Untertullnerbach erreicht, wo er in die Wien einmündet. Nachdem er Irenental verlassen hat und bis zu seiner Mündung bildet der Bach die Grenze zwischen den Gemeinden Tullnerbach und Purkersdorf.
Im Ober- und Unterlauf ist der Tullnerbaches meistens naturbelassen. Im Ort Irenental aber fließt er aus Hochwasserschutzgründen durch ein künstliches ausgemauertes Bett.